# 鄭智允 (新加坡演員)
鄭智允（Megan Tay，1993年10月8日—），新加坡女演員，憑《跑吧！孩子》獲得2003年第40屆台灣電影金馬獎最佳新演員獎，是第一位獲得台灣電影金馬獎的新加坡演員，後續演出多部電影。

## 電影作品
- 2002年 《跑吧！孩子》（Home run）（飾：周小芳）
- 2005年 《三個好人》（One More Chance） （飾：小薇）
- 2007年 《童心》（My Family My Heart）（飾：珍珍）

## 獎項紀錄
- 2003年  第40屆金馬獎最佳新演員《跑吧！孩子》